# 축만제
축만제(祝萬堤)는 대한민국 경기도 수원시 팔달구 화서동에 있는, 조선 후기 화성의 서쪽 여기산 아래 축조한 저수지이다. 2005년 10월 17일 경기도의 기념물 제200호로 지정되었다. 일명 서호(西湖)로 불렸으나 2020년에 공식적으로 축만제로 명칭이 환원되었다. 축만제에서만 4개체가 발견된 후 절멸한 서호납줄갱이라는 민물고기가 있다.

## 개요
축만제(祝萬堤)는 조선 후기 화성의 서쪽 여기산 아래 축조한 저수지로 1799년(정조 23) 수원성을 쌓을 때 일련의 사업으로 내탕금 3만 냥을 들여 축조하였다. 당시 수원성의 동서남북에는 네 개의 호수〔四湖〕를 만들었다. 북지(北池)는 수원성 북문 북쪽에 위치한 일명 만석거(萬石渠)를 말하는 것으로 1795년에 완성하였다. 또한 남지(南池)는 원명 만년제(萬年堤)라 하여 1797년에 화산 남쪽의 사도세자 묘역 근처에 시설한 것이다. 그리고 동지는 수원시 지동에 위치하였다고 하나 현재는 형체를 알 수가 없다.
축만제의 규모는 문헌상 제방의 길이가 1,246척(尺), 높이 8척, 두께 7.5척, 수심 7척, 수문 2개로 되어 있다. 제방에는 제언절목(堤堰節目)에 따라 심은 듯 아직도 고목들이 서 있다. 아울러 축만제둔(祝萬堤屯)을 설치하여 이곳에서 생기는 수입은 수원성의 축성고(築城庫)에 납입하였다는 것을 보면 제방 아래 몽리구역[물이 들어와 관개의 혜택을 받은 곳]의 농지는 국둔전(國屯田)이었던 것으로 추정할 수 있다. 축만제는 천년만년 만석의 생산을 축원한다는 뜻을 가지고 있으며, 화성 서쪽에 있어 일명 서호로 불리고 있다.
축만제의 가치는 세계적으로도 인정 받아 2016년 11월 ICID(국제관개배수위원회) 세계 관개시설물 유산으로 등재되었다.

## 참고 문헌
- 수원축만제 - 국가유산청 국가유산포털